# Tipula grahamiana
Tipula grahamiana är en tvåvingeart som beskrevs av Alexander 1964. Tipula grahamiana ingår i släktet Tipula och familjen storharkrankar. Inga underarter finns listade i Catalogue of Life.